# La Familia (lucha libre)
La Familia fue un stable heel de lucha libre profesional en la empresa World Wrestling Entertainment  que existió desde finales de 2007 hasta mediados de 2009. El stable pasó a tener control sobre varios campeonatos y posiciones de autoridad en la WWE, la cual hizo apariciones en las marcas SmackDown! , ECW y RAW.

## Concepto
La idea detrás del grupo fue el concepto de familia. Esto se refería específicamente a que Vickie y Chavo eran miembros de Los Guerreros, la familia de luchadores de Guerrero, y Chavo era el sobrino de Vickie por su matrimonio con el luchador fallecido Eddie Guerrero. A través de su relación romántica en pantalla con ella, Edge se convirtió en parte de la familia y el grupo giraba principalmente en torno a la protección de sus intereses, aunque a menudo también ayudaban a otros miembros. El nombre del grupo transmite la herencia mexicana de los Guerreros, dando una inflexión española en la palabra familia.
Si bien el grupo estaba formado por seis miembros, Vickie y Edge eran el foco central y eran conocidos por sus demostraciones de afecto grotescamente hiperbolizadas, como besos primitivos. Además de besarse con frecuencia en la pantalla, la pareja a menudo mostraba paquetes de videos de ellos en situaciones cómicamente felices, como jugar en columpios y alimentarse mutuamente durante un pícnic. Además de estas escenas románticas, a menudo se mostraba a la pareja complaciendo actividades no relacionadas con la lucha libre, como hacerse una pedicura y otros tratamientos de belleza. Además, a pesar de no ser luchadora, Vickie Guerrero jugó un papel central en el grupo no solo en ayudar a la carrera de Edge, pero también se ganó la ira de muchos luchadores, lo que resultó en que ella fuera atacada con frecuencia y, en consecuencia, apareciera en una silla de ruedas o con un collarín, lo que se convirtió en algo icónico para Vickie en ese momento. También se hizo famosa por sus chillidos y por gritar "¡Disculpe!" para llamar la atención de los fanáticos que abucheaban, todo comenzó durante su tumultuosa aventura con Edge.

## Historia

### Formación
Las semillas de lo que se convirtió en La Familia comenzaron a afianzarse cuando Edge regresó a la WWE en noviembre de 2007 después de recuperarse de una lesión de cuatro meses que lo había obligado a dejar vacante el Campeón Mundial Peso Pesado.
Regresó en el pay-per-view de Survivor Series, haciéndose pasar por un camarógrafo para entrar en un Hell in a Cell y le costó a The Undertaker su Campeonato Mundial de Peso Pesado contra el entonces campeón Batista. En el siguiente episodio de SmackDown!, la gerente general del programa, Vickie Guerrero pretendió castigar a Edge dándole un combate por el Campeonato Mundial de Peso Pesado contra Batista, revelando que Edge y Guerrero eran una pareja en la pantalla. Como resultado de la revelación, Vickie se convirtió en heel. Buscando venganza, Undertaker usó el Tombstone Piledriver en Vickie Guerrero esa noche, haciéndola ausente la semana siguiente. En su ausencia, Edge perdió su combate contra Batista, y Theodore Long regresó como Asistente del Gerente General (después de haber sido reemplazado por Guerrero meses antes debido a una enfermedad en la historia; aunque los roles de Vickie y Long se habían invertido previamente), reservando un combate de Triple Amenaza en Armageddon por el campeonato.

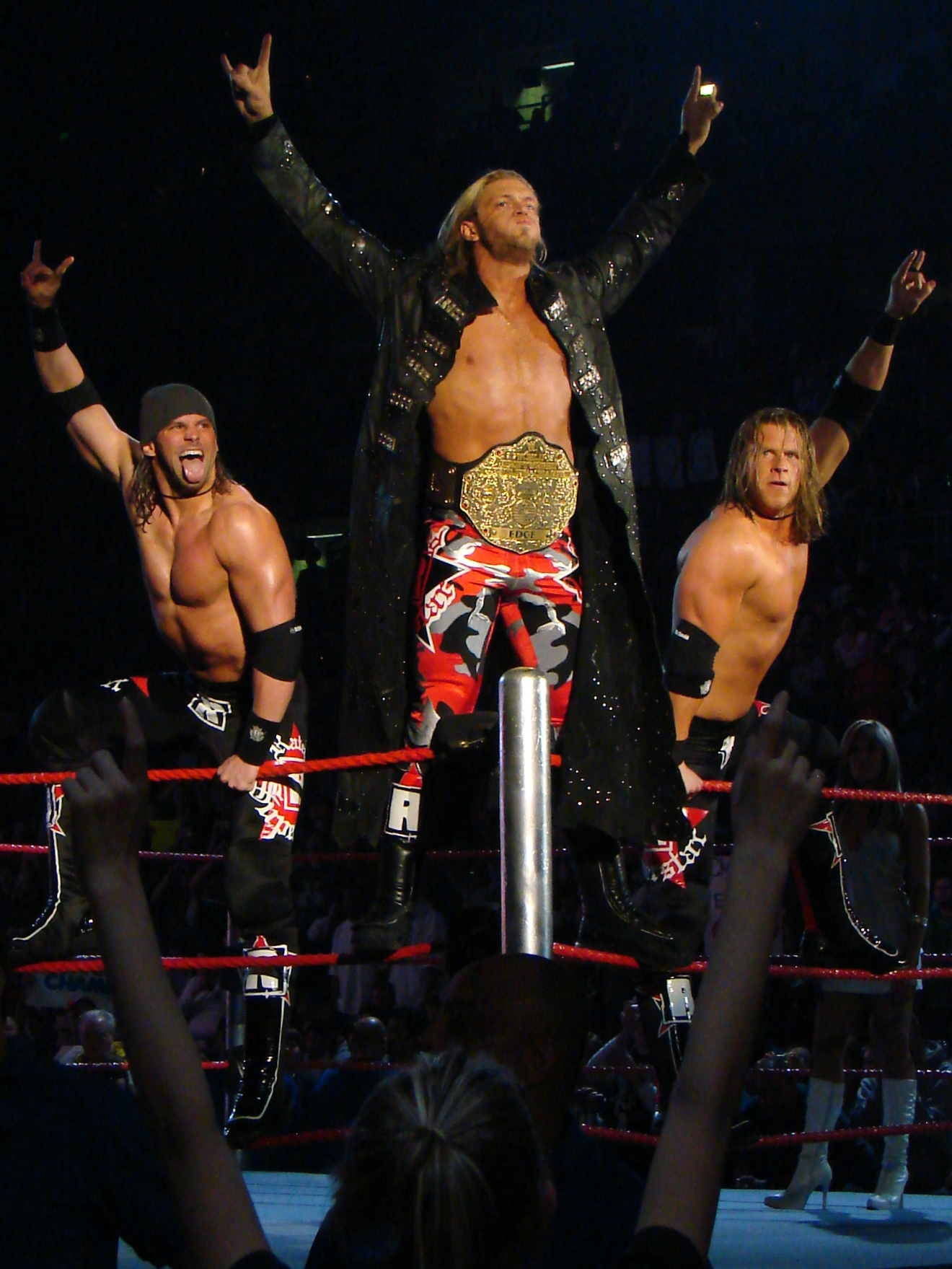
Hawkins (derecha) posando con Edge (centro) y Ryder.

El grupo creció en Armageddon durante el partido por el campeonato. Hacia los minutos finales del concurso, Edge pareció tomar tanto una lanza de Batista como un chokeslam de Undertaker, a los cuales se les hizo creer que esencialmente había sido retirado del concurso; sin embargo, la cámara reveló que en el ring había tres hombres que parecían Edge, con los dos parecidos eliminados y el Edge real agazapado esperando. Edge esperó junto al ring hasta que Undertaker eliminó a Batista, luego golpeó a Undertaker con una silla de acero e inmovilizó a Batista para ganar su segundo Campeonato Mundial de Peso Pesado. El próximo SmackDown!abrió con Vickie Guerrero, quien ahora estaba en una silla de ruedas debido a que recibió un Tombstone Piledriver de The Undertaker y permanecería en una silla de ruedas durante la mayor parte del año siguiente. Vickie, a regañadientes siendo empujada al ring por Long, trajo consigo el Campeonato Mundial de Peso Pesado y luego presentó a Edge para presentarle el título. Los dos luego revelaron que los doppelgangers de Edge eran los Major Brothers, quienes dieron un discurso sobre su truco anterior de ser hermanos y ahora se proclamaron Curt Hawkins y Zack Ryder, apodados como Edgeheads, fanáticos y protegidos de Edge.

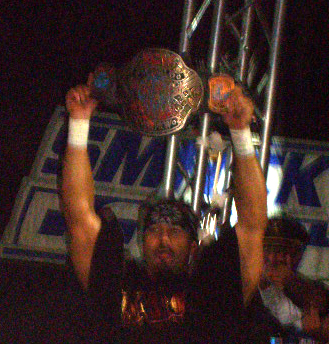
Guerrero como Campeón de la ECW en 2008.

Además de tener la oposición de Batista y The Undertaker, el grupo enfrentó un tipo diferente de oposición del Chavo Guerrero. Chavo, el sobrino de Vickie, expresó sus dudas sobre su relación con Edge, pensando que no respetaba el nombre de Guerrero, aludiendo a que Vickie era la viuda de Eddie Guerrero fuera de la pantalla. A pesar de verse obligado a enfrentarse a los enemigos de Edge, Chavo pronto fue llevado y bienvenido en el grupo cuando Edge apareció en ECW a mediados de enero para ayudar a Chavo a ganar la contienda por el Campeonato de la ECW al vencer a CM Punk, habiendo perdido dos veces ya. Usando su poder para influir en la directora general de ECW Armando Estrada, Vickie convirtió el campeonato de Chavo en un partido sin descalificación y con Edge usando una lanza en Punk, Chavo se convirtió en el Campeón de ECW el 22 de enero. Con dos Campeonatos del Mundo en su poder, la relación de Edge y Vickie completamente establecida, y Chavo totalmente a bordo, el grupo comenzó a actuar como una familia, llamándose así La Familia.

### La Familia
Mientras tanto, Vickie también estaba usando su poder en SmackDown para ayudar a Edge a retener su campeonato. Cuando Edge se vio obligado a defender su campeonato en el Royal Rumble, Vickie anunció un desafío Beat the Clock, colocando a los eternos rivales Batista y Undertaker en partidas difíciles, enfrentando a Hawkins y Ryder en una partida de handicap y teniendo un árbitro invitado especial, respectivamente. Sin embargo, Undertaker usó sus poderes para apagar las luces de la arena y atacar a Edge, lo que ayudó a Rey Mysterio a convertirse en el contendiente. En el evento, Edge llegó al ring con su séquito, además de Chavo, quien participaba en el evento esa misma noche. Hawkins y Ryder fueron enviados desde el lado del ring al principio del partido y Mysterio casi vence a Edge después de usar su movimiento final de 619, pero cuando el árbitro trató de contar hasta tres, Vickie se levantó de su silla y sacó al árbitro del ring. Cuando Mysterio reprendió a Vickie, Edge trató de chocar contra él, pero terminó contra las cuerdas, lo que una vez más permitió que Mysterio intentara otros 619; sin embargo, esta vez Vickie saltó sobre las cuerdas y abrazó a Edge, protegiéndolo del movimiento y dándole a Edge suficiente tiempo para recuperarse y usar su lanza para inmovilizar a Mysterio y ganar el combate. 

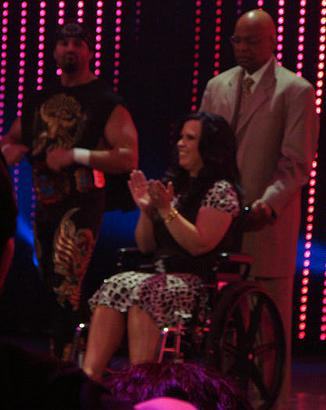
Vickie Guerrero y Chavo Guerrero, miembros de La Familia junto a Theodore Long.

En el episodio de San Valentín de SmackDown, la semana antes del pago por evento No Way Out, con Vickie de vuelta en su silla de ruedas como resultado del 619 de Mysterio, Edge le propuso matrimonio a Vickie. Después de que ella aceptó, Mysterio llegó al ring y expresó su decepción por la unión y procedió a ir a Edge con un senton de trampolín, pero cuando se agachó, Mysterio golpeó a Vickie en su lugar. En No Way Out, Edge retuvo el campeonato sobre Mysterio nuevamente para poner fin a su rivalidad, mientras que Chavo defendió con éxito su campeonato contra Punk. Sin embargo, The Undertaker también se convirtió en el nuevo contendiente por el campeonato de Edge en el PPV, y La Familia comenzó a apuntar a él, con Edge, Hawkins y Ryder derrotando a The Undertaker en una lucha de handicap enSmackDown en marzo. Todo el grupo (aparte de Vickie) también se enfrentó a Ric Flair y Shawn Michaels en un combate de jaula de acero, pero The Undertaker invadió la jaula usando sus poderes, atacando al grupo mientras Edge trepaba por encima de la jaula por miedo a ganar el combate. para el equipo. 
En WrestleMania XXIV, Edge y Chavo perdieron sus campeonatos ante The Undertaker y Kane respectivamente, con Edge aprovechando el nuevo movimiento de sumisión gogoplata de Undertaker (que se llamaría Hell's Gate) y Chavo logrando un récord de WrestleMania al perder en nueve segundos. Mientras firmaba un contrato para su revancha, Chavo presentó a Bam Neely dado un historial como guardaespaldas, como su nuevo ejecutor  y miembro de La Familia. A pesar de esta ayuda y el poder de Vickie, tanto Edge como Chavo no pudieron recuperar sus títulos en Backlash con Edge estirado después de volver a someterse a la eventual Hell's Gate. En el episodio del 2 de mayo de SmackDown , Vickie anunció que el estrangulamiento de The Undertaker era un movimiento ilegal y prohibió a Undertaker usarlo, abofeteándolo y diciendo "¡El infierno no tiene furor por una mujer despreciada!" Campeonato de peso pesado. Más tarde ese mes, en el episodio del 16 de mayo de SmackDown , la Junta Directiva de la WWE obligó a Vickie a competir contra The Undertaker en lo que posteriormente hizo una lucha de handicap de seis contra uno con toda La Familia. Sin embargo, Chavo y Neely se fueron antes de que comenzara el partido sintiéndose utilizados por el grupo, aunque se pusieron de su lado la semana siguiente. 
En Judgment Day The Undertaker derrotó a Edge, pero instantáneamente después del combate, Vickie anunció que el título permanecería vacante ya que The Undertaker ganó por conteo, bajo el cual un campeonato normalmente no cambiaría de manos. El mes siguiente en One Night Stand una revancha por el campeonato vacante recibió dos estipulaciones: en primer lugar, era un partido de Mesas, Escaleras y Sillas; la especialidad de Edge; y en segundo lugar, si Undertaker perdía, sería desterrado de la WWE. Después de la interferencia de La Familia, Edge recuperó el Campeonato Mundial de Peso Pesado después de empujar a Undertaker de una escalera y atravesar cuatro mesas, lo que obligó a su historia al exilio de la televisión de la WWE. Después de esto, Batista puso su mirada en Edge y evitó ser desterrado al vencer a The Great Khali para ganar una pelea por el título. Con Chavo como árbitro, Edge retuvo el campeonato en Night of Champions mientras que Chavo no pudo conseguir el Campeonato de los Estados Unidos frente a Matt Hardy, pero la noche siguiente en RAW Batista atacó a Edge mientras pronunciaba un discurso y luego CM Punk usó su contrato Money in the Bank para hacer un partido de campeonato instantáneo y ganar el cinturón.

### La boda y la disolución inicial
El primer indicio de disolución de La Familia fue cuando Edge, después de perder el Campeonato Mundial Peso Pesado frente a CM Punk, en el episodio del 4 de julio de SmackDown cancela su boda con Vickie Guerrero después de discutir con ella por culpa de la inesperada aparición de Edge en RAW. La semana siguiente, Chavo, Neely, Hawkins y Ryder fueron vistos entre bastidores estando de acuerdo con Vickie y Edge en su argumento, mientras que Edge fue castigado la semana siguiente al verse obligado a participar en un combate sin descalificación contra The Big Show. Sin embargo, después de ver a Edge recibir el castigo de Big Show, detuvo el combate y los dos se abrazaron en el ring, ambos expresando su amor. 
La semana siguiente, el 18 de julio, SmackDownse convirtió en una recepción de boda con La Familia en la parte superior de la rampa toda la noche con un vestido formal con una mesa y un gran pastel de bodas, mientras se mostraban los aspectos más destacados de la boda de Edge y Vickie que se filmaron más temprano ese día. Durante la noche The Hardy Boyz se vieron obligados a competir entre sí, pero volcaron el pastel de bodas en protesta y el espectáculo terminó con Triple H dando un discurso de celebración simulado. Durante el discurso, reveló imágenes de video con cámara oculta de Edge hablando con la planificadora de bodas Alicia Fox sobre Vickie, burlándose de su tamaño y finalmente besando a Fox. 
Ese domingo en The Great American Bash Hawkins y Ryder ganaron el Campeonato en Parejas de la WWE en una lucha de parejas de cuatro esquinas. Sin embargo, durante el combate por el Campeonato de la WWE de Edge contra Triple H, Vickie interfiere en la lucha impidiendo que Alicia Fox le entregara el título a Edge. Vickie luego tomó el cinturón y se preparó para usarlo, pero Fox comenzó a pelear con ella nuevamente y mientras el árbitro intentaba separar a las dos mujeres, Edge intentó atravesar al árbitro, quien cayó al suelo con Fox justo antes como resultado, Edge aplicó una "Spear" a Vickie. Triple H usó esta distracción para recuperarse y golpear un Pedigree para retener su título, la semana siguiente en SmackDown , Edge trató de disculparse con todos los miembros de La Familia, aunque después de que Bam Neely no estaba seguro de si Edge quería disculparse o quería que Vickie se disculpara con él al reiterar la historia. Edge cerró el show en el ring, pidiendo perdón y culpando a Fox de todo. Vickie salió y se burló del perdón, pero en ese momento, Vickie se rio malvadamente después de revelar que había reinstalado a The Undertaker y reservado a los dos en su combate especial Hell in a Cell en SummerSlam.
En el episodio del 15 de agosto de SmackDown , una semana después de haberse vuelto contra los demás, Edge secuestró a Vickie en su silla de ruedas y la montó alrededor del edificio burlándose de ella hasta que la empujó al ring, la arrojó al escenario y luego se acostó a continuación. para ella, viendo un video de montaje de sus momentos juntos mezclado con los consejos recibidos de Mick Foley sobre tener que volverse más duro y trastornado para derrotar a The Undertaker. A pesar de su nueva actitud, The Undertaker derrotó a Edge en su lucha de regreso y, después de inmovilizarlo, lo golpeó con un chokeslam desde lo alto de una escalera y lo hizo caer a través de la alfombra, por la que las llamas subieron poco después cuando los comentaristas anunciaron que Edge había sido enviado al infierno.
Después de SummerSlam, Vickie intentó disculparse con los fanáticos de la WWE y The Undertaker, culpando a Edge por ser una influencia negativa, pero a pesar de esto, el Enterrador apareció en el episodio del 22 de agosto de SmackDown y atacó a toda La Familia en un intento de llegar a Vickie, quien consiguió escapar. La Familia comenzó a separarse cuando Chavo y Neely comenzaron a discutir debido a que la interferencia se costaba mutuamente las victorias en los partidos. Bam Neely fue liberado más tarde de su contrato mientras que Curt Hawkins y Zack Ryder dejaron de ser vistos con Vickie. En el episodio del 26 de septiembre de SmackDown , Hawkins y Ryder perdieron el Campeonato en Parejas de la WWE ante The Colons. En Unforgiven Big Show subió al ring para expresar su frustración con Vickie por mantenerlo fuera del combate del evento principal, después de que ella llegó al ring para defenderse, las luces se apagaron indicando la llegada de The Undertaker, cumpliendo su promesa de venir a tomar su alma por desterrarlo. A pesar de tenerla como rehén, Show atacó repentinamente a Undertaker y reveló que estaba confabulado con ella. Se reveló que Show estaba protegiendo a Vickie en un acuerdo estrictamente comercial, aunque sin saberlo la dejaría a manos de Undertaker en SmackDown en septiembre, lo que resultó en que ella recibiera otro Tombstone Piledriver que la puso en una silla de ruedas.

### Reunión familiar
Big Show mantuvo a Undertaker a raya de Vickie hasta noviembre en Survivor Series donde Undertaker lo venció en un Casket Match. Sin embargo, en el mismo evento, en el combate por el Campeonato de la WWE de SmackDown faltaba un competidor después de que se informara que Jeff Hardy había sido hospitalizado después de ser atacado en su hotel como parte de la historia. El partido se convirtió en un partido individual entre Triple H y el desafiante Vladimir Kozlov, pero hacia el final del partido Vickie salió anunciando que había llegado el tercer competidor, pero en lugar del esperado Hardy, era un Edge que regresaba. Hardy lo persiguió después con un collarín mientras balanceaba una silla, pero accidentalmente golpeó a Triple H y Kozlov, lo que le permitió a Edge ganar un pin fácil para ganar el Campeonato de la WWE. 

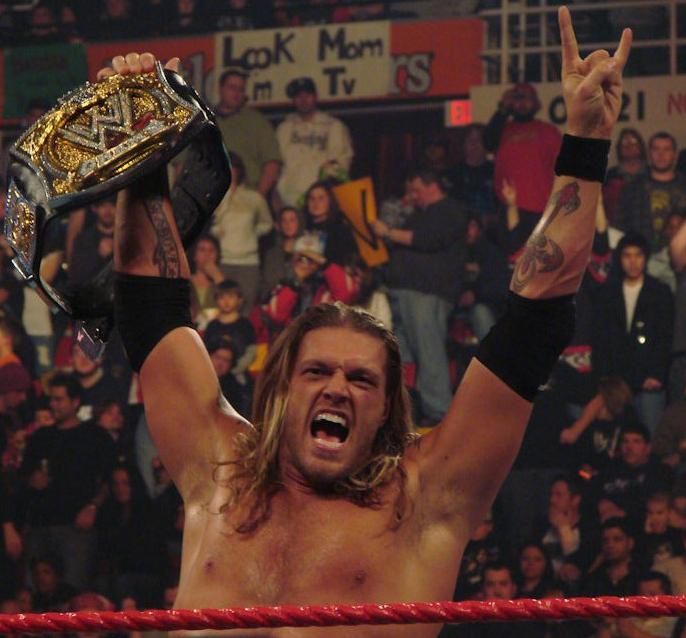
Edge tras ganar el Campeonato de la WWE en el Royal Rumble 2009.

Con esto, La Familia se reformó solo con Vickie, Edge y Chavo; con los problemas de Edge al frente de su atención se pelearon tanto con el ex campeón Triple H como con Jeff Hardy, quienes ganarían una oportunidad en el campeonato de Edge en Armageddon en diciembre, donde Hardy cubrió a Edge para ganar el campeonato. En el camino hacia su revancha en el Royal Rumble Vickie usó su alianza con Big Show para que debilitara a Hardy por Edge, prometiendo a Show una pelea por el título si vence a Hardy, pero luego le reveló a Edge que esto era solo un ardid; independientemente de que Hardy ganó y Edge tuvo su revancha en el Royal Rumble ganando el Campeonato de la WWE nuevamente después de que el propio hermano de Jeff, Matt Hardy atacó con una silla, luego de su propia pérdida más temprano en la noche. 
Como ambos campeones del mundo se vieron obligados a defender sus campeonatos dentro de una Cámara de Eliminación, Edge abrió No Way Out al ser el primer competidor en el ring frente a Jeff Hardy. Hardy le dio una sorpresa a Edge al hacer rodar un intento de Spear en un alfiler y sujetarlo en tres minutos, antes de que cualquier otro luchador entrara al combate. Esto aseguró que Edge había perdido el Campeonato de la WWE y que un nuevo campeón sería coronado ganando finalmente Triple H. Sin embargo, haciendo honor a su apodo de Ultimate Opportunist, Edge apareció más tarde en el evento principal de la noche atacando a Kofi Kingston con una silla hasta que no pudo competir en la Cámara de Eliminación por el Campeonato Mundial de Peso Pesado, encerrándose en una de las cápsulas y negándose a salir. Después de eliminar al campeón John Cena en tercer lugar, Edge pasó a vencer a Rey Mysterio para ganar el combate y convertirse en campeón mundial de peso pesado una vez más. La noche siguiente en Raw , Vickie explicó que con la Gerente General de Raw Stephanie McMahon ausente atendiendo a su hermano Shane en el hospital después de su pelea con Randy Orton ella era la más alta en el mando y con Kingston lesionado se tuvo que encontrar un reemplazo, dando carta blanca a la entrada forzada de Edge al partido. Más tarde esa noche, McMahon fue atacado por Orton que dejó a Vickie como Gerente General interina de Raw y de SmackDown. 
Cena exigió una revancha instantánea, que ganó, pero como fue por descalificación el título no cambió de manos. Edge reveló que le había pedido a Big Show que cuidara de Vickie mientras él no estaba y, en consecuencia, le dio un combate por el Campeonato Mundial de Peso Pesado en WrestleMania XXV.Sin embargo, en la firma del contrato, Cena interfirió y chantajeó a Vickie para que la convirtiera en una lucha de Triple Amenaza; la semana siguiente, después de firmar el contrato, reveló que estaba chantajeando a Vickie con imágenes de ella compartiendo un beso con Big Show. En WrestleMania, Cena cubrió a Big Show y ganó el Campeonato Mundial de Peso Pesado.

### Divorcio y disolución
La noche después de WrestleMania, el 6 de abril, en Raw , Vickie anunció que ya no podría ser Gerente General de ambos programas y decidió continuar solo en Raw . También reservó a Edge en una revancha por el Campeonato Mundial de Peso Pesado contra John Cena en Backlash y lo convirtió en un combate de Last Man Standing. Su combate en Backlash terminó en el escenario, donde Big Show salió y chokeslamó a Cena a través de un reflector que se usó como accesorio decorativo asegurándose de que Cena no pudiera responder a la cuenta de diez y que Edge recuperara el campeonato. Esto devolvió el Campeonato Mundial de Peso Pesado a la marca SmackDown! mientras que Chavo fue reclutado a RAW junto a Vickie. Mientras tanto, Edge reavivó su enemistad con Jeff Hardy y se enfrentó a nuevos miembros en la lista de SmackDown que competían por su título.
Después de esto, Hardy se convirtió en el principal contendiente por el campeonato de Edge, pero Edge lo defendió con éxito en Judgment Day cuando Matt Hardy, que acababa de terminar una rivalidad con Jeff, golpeó a su hermano por detrás. Sin embargo, debido a la interferencia, Jeff recibió una revancha en Extreme Rules pero esta vez fue una pelea de escalera que ganó Jeff.
Mientras tanto, Vickie agradeció a Big Show, quien también había sido reclutado para Raw, por ayudar a Edge en Backlash al ponerlo en una lucha por el Campeonato de la WWE, pero cuando él trató de besarla, ella le dijo que su relación anterior fue un error y que ella Quería una relación puramente profesional, poniendo fin a cualquier aventura que pudieran haber tenido. En Raw , luego entró en una pelea con Santino Marella  después de que este último hizo comentarios despectivos sobre la apariencia de Vickie, llamándola cerdo. El luchador que interpretó a Santino estuvo involucrado en una historia en la que interpretó a su hermana gemela, Santina Marella, en ese momento, por lo que cuando Vickie acusó a Santino de insultarla, Santina actuó inocentemente aunque también hizo bromas similares. El 18 de mayo, la disputa llegó a un punto crítico cuando Vickie exigió que Santina se enfrentara a ella en un combate después de algunas parodias cómicas en las que Chavo trató de enseñarle algunos movimientos de la familia guerrero antes de convertirlo en un combate sin descalificación para que Chavo podría interferir y ayudarla a ganar el combate y convertirse en Miss WrestleMania. Su revancha por la corona, en Extreme Rules, fue un partido de Hog Pen donde, a pesar de tener a Chavo a su lado, Vickie perdió el partido y el título. La noche siguiente en el episodio del 8 de junio de Raw , Vickie expresó su enojo con la multitud por no simpatizar con ella mientras estaba siendo humillada. Posteriormente, anunció que renunciaría como Gerente General de Raw, lo que provocó que Edge saliera y anunciara que solo se casó con ella por su poder y, sin más poder, insultó su apariencia y exigió el divorcio poniendo fin a La Familia.

## Miembros
- Edge
- Vickie Guerrero
- Curt Hawkins
- Zack Ryder
- Chavo Guerrero
- Bam Neely
- The Big Show (asociado)

## En lucha
- Movimientos finales
  - Spear - Edge
  - Frog splash - Chavo
  - Gory Bomb - Chavo
  - Edgecution (Double lifting DDT) - Hawkins y Ryder
  - Full Nelson slam - Neely

- Movimientos de firma
  - Dropkick - Edge, Chavo, Hawkins, Ryder
  - The Three Amigos (Triple rolling vertical suplexe) - Chavo
  - Running big boot - Neely

## Campeonatos y logros
- World Wrestling Entertainment
  - ECW Championship (1 vez) - Chavo Guerrero
  - World Heavyweight Championship  (4 veces) - Edge
  - WWE Championship (2 veces) - Edge
  - WWE Tag Team Championship (1 vez) - Curt Hawkins & Zack Ryder
  - Miss WresleMania (1 vez) - Vickie Guerrero
  - Slammy Award a la pareja del año (2008) - Edge y Vickie Guerrero